# 島田秀夫
島田 秀夫（しまだ ひでお、1915年6月27日 - 2005年11月3日）は、岡山県出身の会社役員、サッカー選手、第7代日本サッカー協会会長。

## 経歴
1928年に東京高等師範学校附属小学校（現・筑波大学附属小学校）、1933年に同附属中学校（現・筑波大学附属中学校・高等学校）を卒業。附属中の同級生には、石川馨（東京大学名誉教授）、中村光夫（文芸評論家）、小川平四郎（初代駐中国大使）などがいる。
旧制水戸高校（現・茨城大学）を経て、1936年に東北帝国大学法文学部に入学。1940年3月に大学を卒業して三菱重工業に入社した。1941年に太平洋戦争の召集を受けて従軍、1945年にシベリア抑留に遭い、1947年に帰国。1948年に三菱重工業に復職した。
1950年に中日本重工業サッカー部（三菱重工業サッカー部の前身）を設立し岡野良定らと共に選手としてプレー、引退後は同サッカー部部長を務める傍ら、日本サッカーリーグ評議会議長等を務めた。
1973年5月に三菱重工業の取締役人事部長、同年11月に取締役大阪営業所長、1975年6月に取締役勤労部長、1976年8月に常務取締役補佐、1977年6月に常務取締役を歴任。1981年6月に三菱重工業の取締役副社長に就任した。また、同時期に三菱自動車工業の取締役も兼任した。
1980年から1992年まで日本サッカー協会（JFA）副会長、1992年から1994年までJFA第7代会長に就任。1993年の日本プロサッカーリーグ開幕、2002 FIFAワールドカップ開催地立候補等に携わった。また、日本体育協会評議員や日本オリンピック委員会評議員などを歴任。2005年には第1回日本サッカー殿堂入りを果たした。
2005年11月3日、東京都品川区において心不全で死去した。